# Giorgos Katidis
Giorgos Katidis (în greacă Γιώργος Κατίδης; n. 12 februarie 1993) este un fotbalist grec, care a jucat pentru clubul Levadiakos FC.
Katidis a debutat la echipa de seniori a lui Aris la vârsta de 17 ani. Pe 27 august 2012, el a semnat un contract pe 4 ani cu AEK Atena, suma transferului lui fiind de 200.000 €.
Pe 16 martie 2013 Katidis a creat o controversă internațională, atunci când a făcut un salut nazist după ce a înscris golul victorios în meciul contra echipei Veria. În rezultat, Federația Elenă de Fotbal prin vot unanim i-a aplicat lui Katidis pedeapsă prin interdicție pe viață la toate echipele naționale ale Greciei și o amendă de 50.000 €. În plus, el a mai fost suspendat și de AEK pentru restul sezonului. După AEK, Katidis a jucat la clubul italian Novara Calcio, pentru care în sezonul 2013–2014 a apărut în 10 meciuri; iar în sezonul 2014–2015 a jucat pentru Veria în 4 meciuri.
În ianuarie 2015, Katidis a ajuns la clubul Levadiakos din Superliga Greacă, pentru care a adunat 13 prezențe și un gol marcat, ultima apariție a sa în teren fiind la înfrângerea cu 1-0 în deplasare în fața echipei PAOK.
Katidis a fost căpitan la naționalele Under 17, Under 19 și apoi Under 21, în perioada când juca la Aris FC. A fost și căpitan al echipei Under-19 a Greciei care a pierdut în Fața Spaniei în finala Euro 2012 Under-19 în Estonia.

## Legături externe
- Onsports.gr Profile